# Antoine Makoumbou
Antoine Makoumbou (París, Francia, 18 de julio de 1998) es un futbolista congolés. Juega de centrocampista y su equipo es el Samsunspor de la Superliga de Turquía. Es internacional absoluto por la selección del Congo desde 2021.

## Trayectoria
Makoumbou realizó sus inferiores en el A. S. Monaco, y en 2018 fue transferiado al A. C. Ajaccio, sin embargo no debutó.
Tras un paso por el 1. FSV Mainz 05 II, en 2020 fichó por el N. K. Tabor Sežana de la Primera Liga de Eslovenia.
El 15 de julio de 2022 firmó contrato por cuatro años con el Cagliari de la Serie B de Italia.

## Selección nacional
Nacido en Francia, es descendiente congolés. Debutó con la selección del Congo el 9 de junio de 2021 ante Níger por un encuentro amistoso.

## Clubes
| Club                   | País      | Año           |
| ---------------------- | --------- | ------------- |
| A. C. Ajaccio "II"     | Francia   | 2018          |
| 1. FSV Mainz 05 II     | Alemania  | 2018-2019     |
| N. K. Tabor Sežana     | Eslovenia | 2020-2022     |
| N. K. Maribor (cedido) | Eslovenia | 2021-2022     |
| N. K. Maribor          | Eslovenia | 2022          |
| Cagliari Calcio        | Italia    | 2022-2025     |
| Samsunspor             | Turquía   | 2025-presente |

## Palmarés

### Títulos nacionales
| Título                    | Club          | País      | Año     |
| ------------------------- | ------------- | --------- | ------- |
| Primera Liga de Eslovenia | N. K. Maribor | Eslovenia | 2021-22 |